# Oļegs Antropovs
Oļegs Antropovs   (Província del Turquestan, 5 de novembre de 1947 - 15 d'octubre de 2023) va ser un jugador de voleibol letó que va competir sota bandera soviètica durant la dècada del 1960.
El 1968 va prendre part en els Jocs Olímpics de Ciutat de Mèxic, on guanyà la medalla d'or en la competició de voleibol. En el seu palmarès també destaca una medalla de bronze a la Copa del Món de voleibol de 1969. A nivell de clubs guanyà la lliga soviètica de 1969 i la Copa d'Europa de voleibol de 1970 i 1971. Un cop retirat va exercir d'entrenador en diversos equips d'Europa i el Japó.